# Claudia Mohr
Claudia Mohr (* 21. April 1982 in Bern; heimatberechtigt in Basel und Dürrenroth) ist eine Schweizer Umweltwissenschaftlerin und seit Februar 2023 ordentliche Professorin für Aerosolchemie am Departement Umweltsystemwissenschaften der ETH Zürich. Sie ist zudem seit Februar 2023 Leiterin des Labors für atmosphärische Chemie (LAC) am Paul Scherrer Institut (PSI). Mohr gilt als international anerkannte Expertin auf dem Gebiet Aerosolchemie, im Speziellen für die Themen Luftqualität, Klimawandel und Gesundheit.

## Werdegang
Mohr studierte an der ETH Zürich Umweltwissenschaften. Im Rahmen eines Praktikums am PSI trug sie zur Identifizierung der Holzverbrennung in Wohngebieten als einer Hauptursache für Feinstaub bei, was zu einer Änderung der Schweizer Luftqualitätsrichtlinien führte. Sie erlangte ihren Doktortitel (Ph.D.) in Umweltwissenschaften am PSI. Als Postdoc besetzte sie verschiedene wissenschaftliche Positionen in den USA und in Deutschland. Bis im Februar 2023 war Mohr auch Assistenzprofessorin an der Universität Stockholm in Schweden. Mohr hat sich auf die Charakterisierung der chemischen Zusammensetzung des Aerosols mit Hilfe neuster Massenspektrometrie spezialisiert und nimmt als Expertin an EU- und anderen internationalen Projekten teil. Sie wurde mit mehreren Preisen für ihre Forschungsarbeit ausgezeichnet.

## Auszeichnungen
- Appointment to Docent, Universität Stockholm, 2021[7]
- Schmauss Award for significant research contribution to atmospheric aerosol science, Gesellschaft für Aerosolforschung (GAeF), Aachen, 2020[7]
- Web of Science Highly Cited Researcher, 2019[7]
- EGU Atmospheric Sciences Division Outstanding Early Career Scientist Award, Wien, 2018[7]
- Wallenberg Academy Fellow 2017, Schweden, 2017[7]
- Invited to Global Young Scientists Summit, Singapur, 2016[7]
- Student poster award, AAAR 28th Annual Conference 2009, Minneapolis, USA, 2009[7]

## Publikationen (Auswahl)
- Source apportionment of ambient submicron aerosol using stationary and mobile aerosol mass spectrometer data. Dissertation, ETH Zürich, Nr. 20053, 2011, doi:10.3929/ethz-a-007316281.
- mit Veronika Pospisilova, Felipe D. Lopez-Hilfiker, David M. Bell, Imad El Haddad, Wei Huang et al.: On the fate of oxygenated organic molecules in atmospheric aerosol particles. In: Science Advances. 6. Jg., Nr. 11, 13. März 2020, eaax8922, 11 S. (online).
- mit Felipe D. Lopez-Hilfiker, Veronika Pospisilova, Wei Huang, Matthias Kalberer, Giulia Stefenelli et al.: An extractive electrospray ionization time-of-flight mass spectrometer (EESI-TOF) for online measurement of atmospheric aerosol particles. In: Atmospheric Measurement Techniques. 12. Jg., Nr. 9, 11. September 2019, S. 4867–4886 (online).
- mit Xiaoli Shen, Heike Vogel, Bernhard Vogel, Wei Huang, Ramakrishna Ramisetty et al.: Composition and origin of PM2.5 aerosol particles in the upper Rhine valley in summer. In: Atmospheric Chemistry and Physics. 19. Jg., Nr. 20, 25. Oktober 2019, S. 13189–13208 (online).
- mit Felipe D. Lopez-Hilfiker, Taina Yli-Juuti, Arto Heitto, Anna Lutz, Mattias Hallquist et al.: Ambient observations of dimers from terpene oxidation in the gas phase: implications for new particle formation and growth. In: Geophysical Research Letters. 44. Jg., Nr. 6, 21. März 2017, S. 2958–2966 (online).
- mit Peter F. DeCarlo, Maarten F. Heringa, Roberto Chirico, René Richter, Monica Crippa et al.: Spatial variation of aerosol chemical composition and organic components identified by positive matrix factorization in the Barcelona region. In: Environmental Science and Technology. 49. Jg., Nr. 17, 3. August 2015, S. 10421–10430 (online).
- mit Monica Crippa, Imad El Haddad, Jay G. Slowik, Peter F. DeCarlo, Maarten F. Heringa et al.: Identification of marine and continental aerosol sources in Paris using high resolution aerosol mass spectrometry. In: Journal of Geophysical Research D: Atmospheres. 118. Jg., Nr. 4, 27. Februar 2013, S. 1950–1963 (online).
- mit Monica Crippa, Francesco Canonaco, Jay G. Slowik, Imad El Haddad, Peter F. DeCarlo et al.: Primary and secondary organic aerosol origin by combined gas-particle phase source apportionment. In: Atmospheric Chemistry and Physics. 13. Jg., Nr. 16, 26. August 2013, S. 8411–8426 (online).
- mit Monica Crippa, Peter F. DeCarlo, Jay G. Slowik, Maarten F. Heringa, Roberto Chirico et al.: Wintertime aerosol chemical composition and source apportionment of the organic fraction in the metropolitan area of Paris. In: Atmospheric Chemistry and Physics. 13. Jg., Nr. 2, 23. Januar 2013, S. 961–981 (online).